# Постниковский пассаж
Постниковский пассаж (Пассаж Постниковой) — торговое здание в виде пассажа на Тверской улице в Москве. Получил название по фамилии владелицы Л. А. Постниковой. С 1946 года здание занимает Московский драматический театр имени М. Н. Ермоловой.

## История
Городская усадьба существовала на этом месте с XVIII века и принадлежала сначала Долгоруковым, затем Румянцевым, а с 1793 года ей владел российский дипломат граф А. С. Мусин-Пушкин, по заказу которого архитектор М. Ф. Казаков пристроил к старому дому угловую часть по Долгоруковскому переулку и переделал фасады в стиле классицизма. В 1875 году владение перешло потомственному почётному гражданину М. И. Алексееву, а в 1886 году — Лидии Аркадьевне Постниковой, жене купца 1-й гильдии Дмитрия Андреевича Постникова. Постникова тут же решила перестроить здание под пассаж — популярный в то время тип торгового здания (ко времени начала строительства в Москве уже работали пассажи Попова, Лубянский, Сан-Галли, Солодовникова и другие).
Заказ на строительство получил архитектор С. С. Эйбушиц, по проекту которого существующее здание кардинально перестроили, увеличив высоту до трёх этажей, а на территории бывшего парадного двора возвели новое здание со стеклянными перекрытиями обходных галерей по системе инженера В. Г. Шухова. Торжественное открытие пассажа, получившего по имени владелицы название Постниковского, состоялось 8 ноября 1887 года.
В 1887 году промышленно-коммерческое «Общество электрического освещения 1886 года» купца первой гильдии К. Ф. Сименса получило подряд на проведение электричества в квартиры доходного дома-пассажа купца Постникова, ставшего первым регулярным потребителем электроэнергии в Москве.
В 1889 году окна первого этажа фасада по Тверской улице были переделаны на витринные по проекту архитектора С. Ф. Воскресенского. В планы Постниковой входило освоение участка с задней стороны владения — в разработке различных вариантов застройки территории участвовали архитекторы И. А. Кошечкин, Н. Д. Струков и М. А. Аладьин. В 1899 году по проекту Аладьина по Долгоруковскому переулку построили четырёхэтажный доходный дом, проездной аркой связанный с боковым корпусом пассажа (ныне дом № 4, стр. 1 по Никитскому переулку).

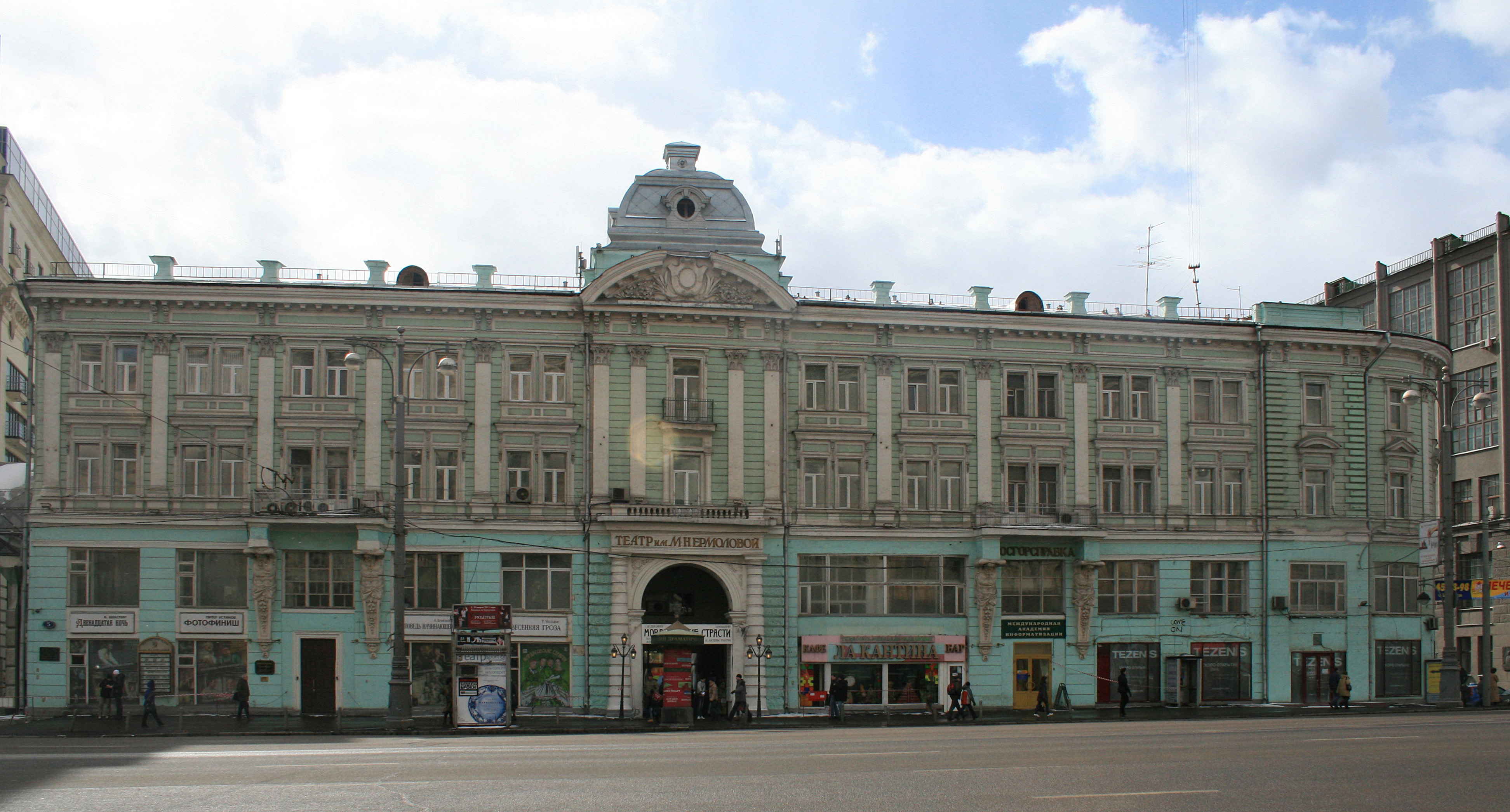
Современный вид здания

В отличие от других московских пассажей, галереи Постниковского пассажа не имели проходов на соседние улицы, а находились в замкнутом пространстве, что создавало для покупателей определённые неудобства. Архитектор И. Е. Бондаренко так отзывался о Постниковском пассаже: «затея оказалась неудачной, пассаж не имел сквозных галерей, всё было запутано, темно, и публики было совсем мало, торговля шла тихая». На характер торговли влияло не только внутреннее устройство пассажа, но и его удалённость от главного торгового района Москвы — Кузнецкого Моста и примыкающих к нему улиц. Помимо магазинов в здании также размещались многочисленные конторы, мастерские, меблированные комнаты «Брюссель», синематограф «Паризьен», однако и они не приносили владельцам желаемого дохода. В 1909 году Постникова продала пассаж владивостокскому купцу 1-й гильдии М. Т. Гонцову и крестьянину И. И. Силуанову; с 1911 года единственным хозяином владения остался Гонцов. Новый хозяин предпринял ряд преобразований, в результате которых доход со сдаваемых внаём помещений несколько увеличился. Прежде всего он увеличил число магазинов, а на верхних этажах задних корпусов пассажа разместил гостиницу «Астория». В 1913 году архитектор И. П. Злобин вновь переделал витринные окна первых этажей пассажа, увеличив их размер.
После октябрьской революции в помещениях Постниковского пассажа разместился Высший совет народного хозяйства РСФСР. В 1920-х годах магазины передали в ведомство Муниципального управления народным имуществом (МУНИ), гостиницу «Астория» переименовали в «Пассаж» и передали Управлению гостиницами, верхние этажи здания отдали под квартиры. В 1929 году часть помещений на втором этаже арендовало издательство «Рабочая правда». В том же году помещения первого этажа переоборудовали под зрительный зал и с этого времени началась театральная история здания. В 1929—1936 годах в пассаже работал «театр обозрений», затем сюда переехал Государственный театр имени Вс. Мейерхольда (ГосТИМ), как вначале предполагалось — временно, пока не будет построено для его размещения новое здание на площади Маяковского, однако в 1938 году ГосТИМ был закрыт. В 1938—1946 годах в здании размещались балетный коллектив под руководством Викторины Кригер и Театр эстрады и миниатюр. С 1946 года здание Постниковского пассажа занимает Московский драматический театр имени М. Н. Ермоловой.
Существовали плана сноса здания пассажа и строительства на его месте второй очереди многоэтажной гостиницы «Интурист», однако им не суждено было сбыться, а само здание гостиницы снесли в 2002 году. В настоящее время с правой стороны к зданию пассажа примыкает гостиница «Ритц-Карлтон Москва».

## Архитектура
Центральная часть фасада выделена аркой первого этажа, обрамлённой рустованными колоннами, плоским ризалитом во втором этаже и двумя парами коринфских пилястр. Здание увенчано металлическим куполом, выполненным в стилистике барокко. Боковые части дома оформлены четырьмя крупными скульптурами атлантов, которые поддерживают балконы второго этажа. Боковые фасады решены в формах, характерных для московской эклектики.